# 5051 Ralph
5051 Ralph è un asteroide della fascia principale. Scoperto nel 1984, presenta un'orbita caratterizzata da un semiasse maggiore pari a 2,2935294 UA e da un'eccentricità di 0,1429176, inclinata di 5,87065° rispetto all'eclittica.